# 홀란드 카
홀란드 카 피엘씨(Holland Car PLC, ኔዘርላንድ መኪና)는 에티오피아의 자동차생산 회사로 아디스아바바에 본사가 있다. 홀란드 카는 2005년 네덜란드의 트렌토 엔지니어링과 에티오피아의 에티오-홀란드 피엘씨의 합작회사로 설립되었으며, 2013년 파산신청을 했다. 2013년 4월, 총지배인이었던 타데세 테세마(Tadesse Tessema)는 에티오피아에 없으며, 100명 이상의 구매자에게 차를 인도하지 못한 것으로 드러났다.
합작회사는 트렌토 엔지니어링의 생산공장 준비와 인력으로 만들어질 수 있었다. 다른 합작파트너인 에티오-홀란드는 에티오피아 시장에서의 경험과 영업망을 제공했다.
홀란드 카의 첫 모델은 디오씨씨(DOCC) 1600 cc로 에티오피아서 큰 사랑을 받았다. 이 자동차는 피아트의 131 모델의 라이센스를 받은 모델이다. 두 번째 모델은 중형자동차인 어베이(Abay) 1292 cc로, 2007년에 생산을 시작했으며, 중국의 리판 자동차로 라이센스를 받은 모델이다.
2008년에는 타텍에 카시오페이아(그리스어로 이탈리아의 왕자라는 뜻)라고 명한 픽업트럽 공장을 열었다. 2009년에는 리판과 합작투자를 통해 아와시 엑스큐티브(Awash Executive, 아와시강에서 이름을 따옴)와 소형차 타케제(Tekeze)의 생산을 시작했다. 같은 해 본 공장에서는 이 회사의 첫 중형리무진인 어베이 엑스큐티브(ABAY Executive)의 생산을 시작했다.
2009년에는 아프리카 중소기업상(Africa’s Small, Medium and Micro Enterprises Award)을 수상했으며, 2008년 네덜란드 정부가 시행한 해외소재 네덜란드 기업에 대한 평가에서 총 70개 기업 중 2위를 차지했다.

## 소재지
- 본사: 아디스아바바의 게투 커머셜 센터(Getu Commercial Center)[3]
- 본공장: 모조(Modjo, 아디스아바바 남쪽 65 km)[3]
- 픽업 공장(카시오페이아 조립공장): 타텍(Tatek, 아디스아바바 서쪽 11 km), 연간 1500대 생산[4]

## 생산 모델
홀란드 카 연도별 생산모델은 다음과 같다.